# Schalldämmmaß
Das Schalldämmmaß (in der Fachliteratur sehr häufig Schalldämm-Maß) {\displaystyle \textstyle R} ist ein logarithmisches Maß und beschreibt das Vermögen eines Bauteils oder Übergangs zwischen zwei schallführenden Bauteilen oder Medien, den Schall zu dämmen.
Es ist definiert als das Verhältnis der auf eine Wand auftreffenden Schallintensität {\displaystyle \textstyle I_{1}} zur gesamten durch die Wand durchgelassenen Schallintensität {\displaystyle \textstyle I_{2}}:
{\displaystyle R=10\,\mathrm {dB} \,\lg {\frac {I_{1}}{I_{2}}}=20\,\mathrm {dB} \,\lg {\frac {p_{1}}{p_{2}}}=10\,\mathrm {dB} \,\lg {\frac {1}{\tau }}=-10\,\mathrm {dB} \,\lg \tau \ \,}.
Der Transmissionsgrad ist {\displaystyle \textstyle \tau }, {\displaystyle \textstyle p_{1}} und {\displaystyle \textstyle p_{2}} bezeichnen den jeweiligen Schalldruck.
Ein hohes Schalldämmmaß bedeutet einen geringen Transmissionsgrad und gutes Schalldämmvermögen. Das Schalldämmmaß hängt von Frequenz und Einfallswinkel {\displaystyle \textstyle \theta } ab. Ein Schalldämmmaß kann auch für diffusen Schalleinfall angegeben werden und wird dann aus dem über alle Einfallsrichtungen gewichtet gemitteltem Transmissionsgrad berechnet. Ebenfalls üblich ist die Beschreibung der Frequenzabhängigkeit durch Angabe als Terz- oder Oktavband-Spektrum.

## Einzahlangaben

Die Summe aller Terz-Dämpfungen (hier sind es 28 dB), die geringer als die der Referenzkurve sind, darf 32 dB nicht übersteigen. Wenn das erfüllt ist, wird das Schalldämmmaß bei 500 Hz abgelesen.

In der Bauakustik haben sich so genannte Einzahlangaben für das Schalldämmmaß etabliert. Sie ermöglichen die Charakterisierung der Schalldämmung eines Bauteils (z. B. einer Wand) ohne Berücksichtigung der Frequenzabhängigkeit, was für Laien wesentlich verständlicher ist und die Stellung von Anforderungen vereinfacht. Das bewertete Schalldämmmaß {\displaystyle \textstyle R_{\mathrm {w} }} wird durch Vergleich des Terz- oder Oktavband-Spektrums des Schalldämmmaßes mit einer in der Norm DIN EN ISO 717-1 festgelegten Bezugskurve (typischer Verlauf für Massivbauteile) ermittelt. Das bewertete Bau-Schalldämmmaß {\displaystyle \textstyle R_{\mathrm {w} }'} bezeichnet ein so ermitteltes Schalldämmmaß, das für ein Bauteil im eingebauten Zustand („am Bau“) gemessen oder berechnet wurde. Problematisch am bewerteten Schalldämmmaß ist, dass die Frequenzabhängigkeit verloren geht (für Nicht-Massivbauteile kann nicht mehr auf den qualitativen Verlauf der Schalldämmkurve geschlossen werden) und nur ein Frequenzbereich von 100 bis 3150 Hz betrachtet wird. Da vor allem der Bereich unter 100 Hz von Nutzern und Bewohnern als sehr störend empfunden wird, kann das bewertete Schalldämmmaß nur bedingt als Maß für die Wirkung der Schalldämmung herangezogen werden. Die Spektrumanpassungswerte {\displaystyle \textstyle C} und {\displaystyle \textstyle C_{\mathrm {tr} }} nach DIN EN ISO 717-1 (Schreibweise: {\displaystyle \textstyle R_{\mathrm {w} }(C;C_{\mathrm {tr} })}) beheben dieses Manko nur zum Teil. Besser ist stets eine frequenzabhängige Betrachtung wie in der nebenstehenden Grafik.
Übliche Werte für {\displaystyle \textstyle R_{\mathrm {w} }(C;C_{\mathrm {tr} })} sind:
| Aufbau (mm)  | Aufbau (mm) | Aufbau (mm)  | Aufbau (mm) | Aufbau (mm) | Schalldämmung (dB)                                                      | Schalldämmung (dB) | Schalldämmung (dB) | Schalldämmung (dB) |
| Scheibe 1    | SZR 1       | Scheibe 2    |             |             | Angabe {\displaystyle \textstyle R_{\mathrm {w} }(C;C_{\mathrm {tr} })} | normal             | hoch- frequent     | nieder- frequent   |
| ------------ | ----------- | ------------ | ----------- | ----------- | ----------------------------------------------------------------------- | ------------------ | ------------------ | ------------------ |
| 6            | 14 Ar       | 4            | 35 (−1;−5)  | 35          | 34                                                                      | 30                 |                    |                    |
| 10           | 20 Ar       | 6            | 40 (−1;−5)  | 40          | 39                                                                      | 35                 |                    |                    |
| VSG 4+0,38+4 | 16 Ar       | 10           | 45 (−2;−6)  | 45          | 43                                                                      | 39                 |                    |                    |
| VSG 6+0,76+6 | 24 Ar       | VSG 4+0,38+4 | 50 (−2;−8)  | 50          | 48                                                                      | 42                 |                    |                    |
| VSG 8+0,76+6 | 24 Ar       | VSG 4+0,76+6 | 52 (−2;−6)  | 52          | 50                                                                      | 46                 |                    |                    |
| Scheibe 1    | SZR 1       | Scheibe 2    | SZR 2       | Scheibe 3   | Angabe {\displaystyle \textstyle R_{\mathrm {w} }(C;C_{\mathrm {tr} })} | normal             | hoch- frequent     | nieder- frequent   |
| 4            | 16 Ar       | 4            | 16 Ar       | 4           | 34 (−2;−6)                                                              | 34                 | 32                 | 28                 |
| 4            | 12 Kr       | 4            | 12 Kr       | 4           | 35 (−2;−6)                                                              | 35                 | 33                 | 29                 |
| VSG 4+0,76+6 | 8 Kr        | 5            | 8 Kr        | 6           | 43 (−2;−7)                                                              | 43                 | 41                 | 36                 |

VSG = Verbundsicherheitsglas

SZR = Scheibenzwischenraum

Ar, Kr = Füllung: Argon, Krypton

## Messung
Zur Messung des Schalldämmmaßes gibt es verschiedene Möglichkeiten. Besonders leicht durchzuführen ist ein Verfahren, das in der Bauakustik breite Anwendung findet. Dabei wird von einer Konfiguration aus zwei Räumen ausgegangen, zwischen denen sich das zu charakterisierende Bauteil (z. B. eine Wand) mit der Trennfläche {\displaystyle \textstyle S} befindet. In beiden Räumen wird ein diffuses Schallfeld vorausgesetzt und der mittlere Schalldruckpegel gemessen, der sich einstellt, wenn in einem der Räume (Senderaum) eine leistungsstarke Schallquelle aufgestellt wird. Im anderen Raum, dem Empfangsraum, wird zusätzlich die äquivalente Absorptionsfläche {\displaystyle \textstyle A} durch Messung der Nachhallzeit bestimmt. Das Schalldämmmaß für diffusen Schalleinfall kann dann aus der Differenz {\displaystyle \textstyle \Delta L} der mittleren Schalldruckpegel bestimmt werden:
{\displaystyle R=\Delta L\,+\,10\,\mathrm {dB} \,\lg {\frac {S}{A}}\,}
Eine weitere Möglichkeit, die vor allem im Labor angewendet wird, ist die Messung der Schallintensität {\displaystyle \textstyle I} bei bekannter Schallintensität {\displaystyle \textstyle I_{0}}.

## Berechnung
Die Berechnung des Schalldämmmaßes kann für einschalige Bauteile, (z. B. Stahlblech, Ziegelwand) mit Hilfe des Bergerschen Massengesetzes erfolgen. Dieser Zusammenhang zeigt, dass das Schalldämmmaß solcher Bauteile mit der flächenbezogenen Masse zunimmt. Allerdings gilt das Massegesetz nur bis zum Einsetzen des Spuranpassungseffekts, auch Koinzidenz genannt, d. h. nur unterhalb der Koinzidenzgrenzfrequenz. Exaktere Modelle sind wesentlich komplizierter. Zur sehr genauen Bestimmung des Schalldämmmaßes oder für komplizierte Bauteile können analytische (rein physikalische, z. B. aus der Wellengleichung), empirische (aus Messdaten) oder numerische (z. B. Statistische Energieanalyse SEA) Methoden angewendet werden.